# 比亚斯
比亚斯（法語：Bias，法語發音：[bjas]）是法国洛特-加龙省的一个市镇，属于洛特河畔新城区。

## 地名
该地名“Bias”发音为[bjas]，字母“s”发音，《世界地名翻译大辞典》与《世界地名译名词典》将其误译作“比亚”。

## 地理
比亚斯（44°24'58"N, 0°40'9"E）面积12.29 平方千米，位于法国新阿基坦大区洛特-加龍省，该省份为法国西南部内陆省份，北起多爾多涅省，西接吉倫特省和朗德省，南至热尔省，东临塔恩-加龙省和洛特省。
与比亚斯接壤的市镇（或旧市镇、城区）包括：莱达、阿莱和卡兹讷沃、卡斯讷伊、皮若勒、圣科隆布-德维勒讷沃、洛特河畔圣利夫拉德、洛特河畔新城。
比亚斯的时区为UTC+01:00、UTC+02:00（夏令时）。

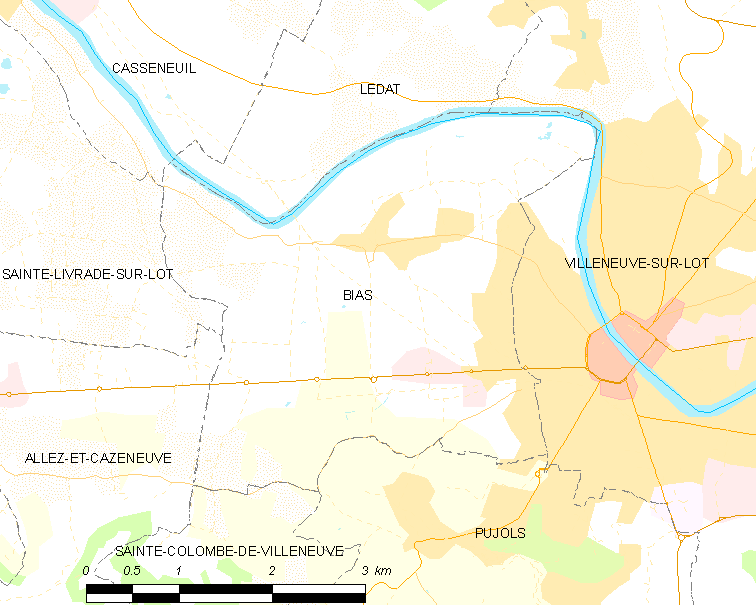
比亚斯的OSM定位图

## 行政
比亚斯的邮政编码为47300，INSEE市镇编码为47027。

## 政治
比亚斯所属的省级选区为洛特河畔新城第二县。

## 人口

1962-2008年间比亚斯人口变化图示

比亚斯于2022年1月1日时的人口数量为2965人。